# Кармапа
Кармапа — глава лінії Карма Каг'ю — найбільшої школи тибетського буддизму.
Перший Кармапа — Дюсум Кх'єнпа (тиб. Dus gsum Mkhyen pa) (1110—1193), був учнем тибетського майстра Гампопи. Бувши обдарованою дитиною, він з юних років вивчав Дхарму (вчення Будди) з батьком. Після свого 20-річчя він став частіше зустрічатися з великими вчителями свого часу та досяг Просвітлення в 50 років, практикуючи Йогу Сновидінь. Згодом йому було надано титул Кармапи — еманації Авалокітешвари, чиє проявлення пророкувалося в Самхирайя-сутрі та в Ланкаватара-сутрі.
Джерелом усної передачи традиційно вважають Будду Ваджрадхару, який передав повчання індійському практику Махамудри та тантри — Тілопі (989–1069). Від Наропи (1016–1100) передача дійшла до Марпи та Міларепи. Цих батьків-засновників лінії Каг'ю (Bka' Rgyud) загалом називають «Золота гирлянда».
Другий Кармапа — Карма Пакші (1204–1283), був першим вчителем, якого визнали тулку, тобто ламою-переродженцем. Тому Кармапу називають першим ламою, який свідомо перероджується. Оскільки згідно з повчанням Будди, всі істоти перероджуються, а просвітлені майстри перероджуються свідомо, в даному випадку мається на увазі не прояв самої здатності свідомого вибору нового народження, а заснування інституту тулку, як засобу передачі повчань, власності та повноважень від одного втілення вчителя до наступного його втілення через регентів, що переймають повноваження на час пошуку та навчання нового переродження. Першим регентом Кармапи став Шамарпа — «Лама в червоній короні». Майже кожен Кармапа в кінці свого життя залишає лист або усні наставляння про те, де можна буде знайти його наступне втілення. Також стверджується, що народившись знову, Кармапа може сам себе впізнавати, заявляючи в ранньому дитинстві: «Я — Кармапа».

## Чорна Корона
Кармапи є утримувачами Корони (shwa nag), тому Кармапу іноді називають «Ламою в Чорній Короні». Традиційно кажуть, що цю корону (rang byung chopen — самоосяйна корона) виткали дакіні зі свого волосся та подарували Кармапі в знак визнання його реалізації як просвітленого майстра медитації. Матеріальна копія Чорної Корони була виготовлена та подарована 5-му Кармапі одним з китайських імператорів, його учнем, коли останній побачив над головою свого вчителя це енергетичне поле. Зараз Корона зберігається в монастирі Румтек індійського штату Сіккім, де знаходилася остання резиденція 16-го Кармпи.

## Перелік Кармап

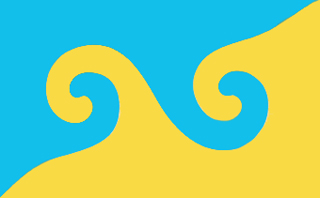
Прапор Кармапи

1. Дюсум Кх'єнпа (dus gsum mkhyen pa) (1110-1193)
2. Карма Пакші (1204-1283)
3. Рангджунг Дордже (rang 'byung rdo rje) (1284-1339)
4. Рьолпе Дордже (1340-1383)
5. Дешин Шегпа (de zhin gshegs pa) (1384-1415)
6. Тонгва Дьонден (1416-1453)
7. Чодраг Г'ямцо (1454-1506)
8. Мікйо Дордже (1507-1554)
9. Уанчуг Дордже (dbang phyug rdo rje) (1556-1603)
10. Чоїнг Дордже (1604-1674)
11. Йєше Дордже (1676-1702)
12. Джангчуб Дордже (Byang chub rdo rje (1703-1732)
13. Дюдюл Дордже (1733-1797)
14. Тхегчог Дордже (1798-1868)
15. Кхакх'яб Дордже (1871-1922)
16. Рангджунг Рігпе Дордже (Rang 'byung rig pa'i rdo rje) (1924-1981)
17. Суперечки, хто є справжньою реінкарнацією: Ург'єн Трінлей Дордже (народ. 1985) або Трінлей Тхає Дордже (народ.1983)

Суперечки про нинішнього Кармапу
Через суперечки стосовно процесу визнання в школі Карма Каг'ю, особистість Сімнадцятого Кармапи обговорюється. Дивись протистояння Кармап.